# Padang (Setia Bakti)
Padang is een bestuurslaag in het regentschap Aceh Jaya van de provincie Atjeh, Indonesië. Padang telt 290 inwoners (volkstelling 2010).